# 17091 Senthalir
A 17091 Senthalir (ideiglenes jelöléssel 1999 JM21) a Naprendszer kisbolygóövében található aszteroida. A LINEAR projekt keretében fedezték fel 1999. május 10-én.